# Cyrtodactylus amphiptraeus
Cyrtodactylus amphiptraeus — вид ящірок з родини геконових (Gekkonidae). Описаний у 2020 році.

## Поширення
Ендемік Таїланду. Відомий лише у типовому місцезнаходженні — карстовий регіон в окрузі Мае Сот провінції Так на заході країни.